# برلمان فالونيا
برلمان فالونيا (بالإنجليزية: Parliament of Wallonia)‏ هو الهيئة التشريعية في فالونيا، الذي تأسس في 15 أكتوبر 1980، ويتكون من 75 مقعداً.